# Pancalia baldizzonella
Pancalia baldizzonella is een vlinder uit de familie prachtmotten (Cosmopterigidae). De wetenschappelijke naam is voor het eerst geldig gepubliceerd in 1994 door Riedl.
De soort komt voor in Europa.